# Abbazia di Lindisfarne
L'abbazia di Lindisfarne è stata un complesso monastico, eretto sull'isola britannica di Lindisfarne da sant'Aidano e demolita nel 1536.

## Storia
Il monaco Aidano, che viveva nel convento di Iona (isole Ebridi Interne), fu inviato in Northumbria su richiesta di re Osvaldo attorno al 635. Questa regione divenne la base dell'evangelizzazione dell'Inghilterra settentrionale. Dalla Northumbria partirono anche delle missioni dirette in Mercia (l'odierna regione delle Midlands).
Dei diversi monaci che vissero nel convento vanno ricordati:
- il santo patrono della Northumbria, Cutberto, che fu monaco e poi abate del monastero. La sua vita e i suoi miracoli sono ricordati da Beda il Venerabile. Cutberto divenne poi vescovo di Lindisfarne;
- sant'Ywi;
- san Colomano.

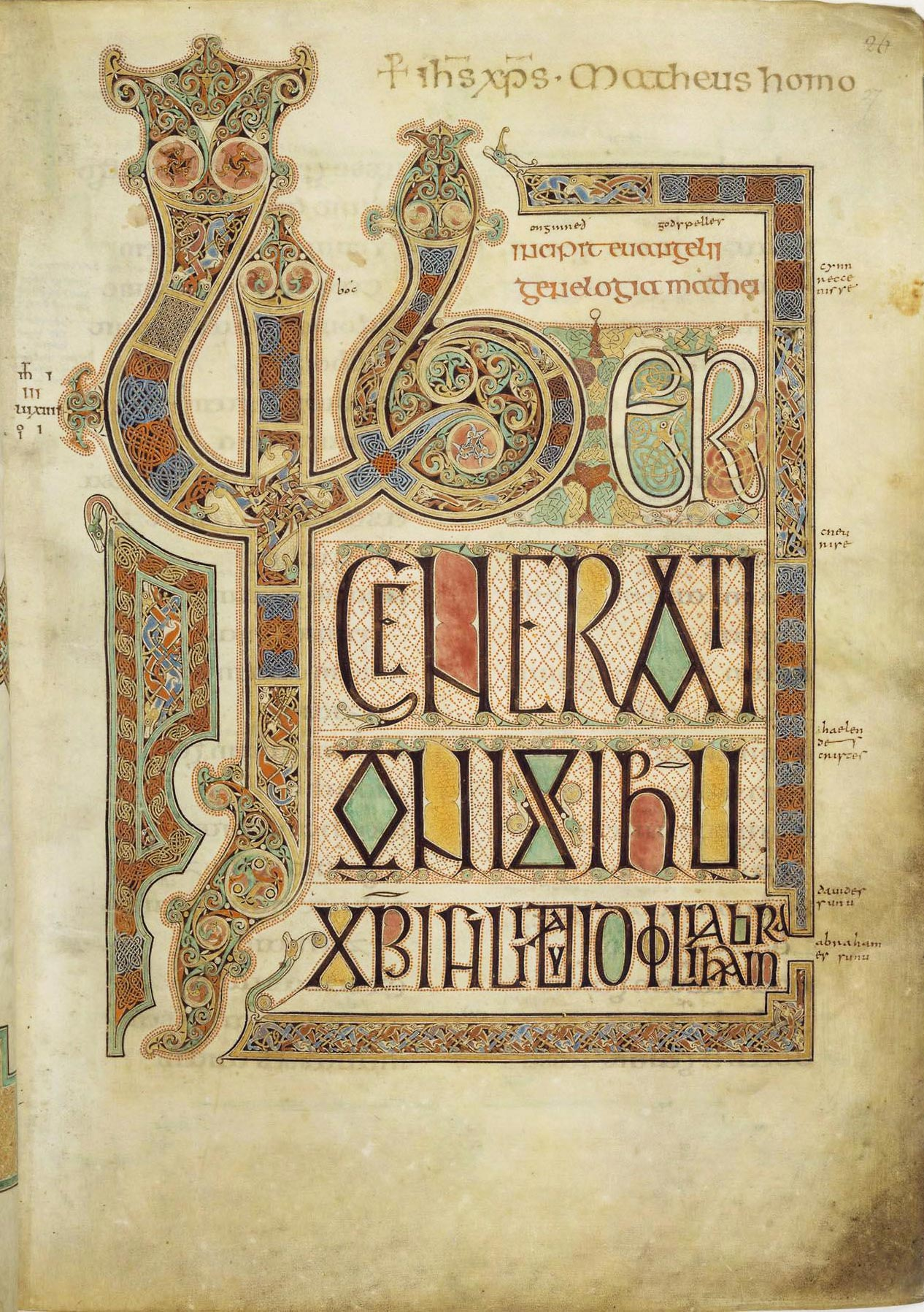
Evangeliario di Lindisfarne

Agli inizi dell'VIII secolo Lindisfarne divenne un fiorente centro culturale, con la produzione manoscritti in latino e anche in anglosassone. Ad esempio, l'Evangeliario di Lindisfarne presenta elementi illustrativi celtici, germanici e romani.
L'8 giugno 793 un'incursione di vichinghi danesi sconcertò profondamente la cristianità occidentale. Alla fine i monaci lasciarono l'isola (portando con loro il corpo di san Cutberto, che è ora sepolto nella cattedrale di Durham) e il vescovado fu trasferito a Durham nel 1000. Il priorato fu ristabilito nel periodo normanno come fondazione benedettina, fino a quando fu soppressa nel 1536 da Enrico VIII.